# Жараракусу
Жараракусу (лат. Bothrops jararacussu) — вид змей из семейства гадюковых, обитающий в Южной Америке.

## Описание
Это очень большая гадюка — общая длина достигает 1,6—2 м. Наблюдается половой диморфизм — самки крупнее самцов. Голова вытянутая, морда копьевидная. На каждой стороне головы восемь верхних губных щитков и одиннадцать нижних. Глаза небольшие с вертикальным щелевидным зрачком. Туловище стройное, мускулистое. На теле от 23 до 27 рядов остроконечных дорсальных чешуек. В верхней челюсти длинные убирающиеся ядовитые клыки.
Окраска имеет коричнево-жёлтые цвета с большими тёмными зигзагами по бокам, окаймлёнными сверху жёлтой полосой.

## Образ жизни
Населяет травянистые и кустарниковые заросли, разреженные леса, держится вблизи водоёмов. Активна ночью. Взрослые особи питаются мелкими млекопитающими и птицами, молодь — земноводными, червями и насекомыми.

## Размножение
Это яйцеживородящая змея. Самки рождают 16—20 детёнышей размером около 28 см, первая линька происходит на пятый день после рождения.

## Ядовитость
Яд довольно опасен для человека, он наносит ущерб сердечно-сосудистой системе, также может привести к слепоте. Смертельных случаев среди людей немного (летальность достигает 15—18 %), учитывая спокойный нрав и неагрессивный характер этой змеи. Яд также используется в медицине. При первом взятии получают 100—300 мг яда (в сухом виде). Рекордное количество яда, полученное от одной змеи, составляло 1 г.

## Распространение
Обитает в центральной и южной Бразилии, Парагвае, северной Аргентине (провинция Мисьонес) и юго-восточной Боливии.